# Armin Renker
Armin Renker (* 22. Juli 1891 in Düren; † 14. August 1961 in Zerkall) war ein deutscher Fabrikant, Papierforscher, Schriftsteller und Politiker.

## Leben
Armin Renker stammte aus einer alten Papiermacherfamilie. Er wurde als Sohn des Papierfabrikanten Gustav Renker (1848–1939) und dessen Ehefrau Addi Schoeller (1858–1957) 1891 in Düren geboren. Addi Schoeller war die Tochter des Papierfabrikanten Benno Vitus Schoeller (1828–1908) und die Enkelin von Heinrich August Schoeller (1786–1863), ein Papierfabriksbesitzer in der Nordeifel.  Nach dem Besuch des Realgymnasiums in Düren studierte Armin Renker von 1909 bis 1914 an der Technischen Hochschule Darmstadt, an der École Française de Papeterie in Grenoble und an der Handelshochschule in Berlin.
Er nahm ab 1914 als Leutnant der Reserve am Ersten Weltkrieg teil. Ab 1919 leitete er als Inhaber eine Papierfabrik, die international für ihr „Zerkall-Bütten“ bekannt war, in dem Eifelort Zerkall. Hierbei wurde er von seinen beiden Brüdern Max und Hans Renker unterstützt. Neben seiner unternehmerischen Tätigkeit betätigte sich Renker als Papierforscher, Bibliophiler und Schriftsteller.
1937 übernahm er die Leitung des vom Verein der Zellstoff- und Papier-Chemiker und -Ingenieure auf Initiative von Hellmuth Müller-Clemm gegründeten Unterausschusses für Papiergeschichte und Wasserzeichenkunde und führte diesen als Obmann als Fachausschuss für Papiergeschichte und Wasserzeichenkunde bis 1961 fort. Ab 1938 war er verantwortlich für die neugegründete „Forschungsstelle Papiergeschichte“ in Mainz.
Renker, der Mitglied der CDU war, gehörte von 1945 bis 1960 dem Kreistag des Landkreises Düren an. Von 1946 bis 1948 war er Landrat des Kreises Düren und Mitinitiator der Landeshilfe für die von den Kriegseinwirkungen besonders stark betroffene Stadt Düren und die Grenzregion Hürtgenwald.
Armin Renker wurde 1952 mit dem Bundesverdienstkreuz 1. Klasse ausgezeichnet; außerdem war er Träger des Ehrenrings der Forschungsstelle Papiergeschichte. 1959 gehört er zu den Mitbegründern der Internationalen Arbeitsgemeinschaft der Papierhistoriker (IPH).
Armin Renker verfasste zahlreiche Fachpublikationen zur Papiergeschichte; sein Buch vom Papier galt lange als Standardwerk. Renkers literarisches Werk, das von Adalbert Stifter beeinflusst ist, besteht vorwiegend aus Kurzprosa und Gedichten.
Armin Renker war seit 1920 mit Elisabeth Schleicher, einer Tochter von Otto Schleicher, dem Teilinhaber der Papierfirma Carl Schleicher & Schütt, verheiratet. Aus der Ehe sind die Söhne Klaus und Alfred Renker (1924–2022) hervorgegangen.

## Veröffentlichungen
- Georg Büchner und das Lustspiel der Romantik, Berlin 1924
- Die Schreiberin, Berlin 1928
- Das Buch vom Papier, Berlin 1929; 2. neu bearbeitete Auflage, Leipzig 1936; 3. neu bearbeitete Auflage, Wiesbaden 1950; 4. neu bearbeitete Auflage, Wiesbaden 1951
- Über das Papier, Berlin 1930
- Leben und Schicksal des Wasserzeichenforschers Charles-Moise Briquet. In: Philobiblon, Jg. 4 (1931), Heft 1, S. 19–22.
- Das doppelte Jahr, Freiburg 1932
- Dr. Karl Theodor Weiss in Mönchweiler und seine papiergeschichtliche Sammlung, Frankfurt 1932
- Akelei und Rittersporn, Freiburg 1933
- Klang der Städte, Wien 1933
- Das Bild, München 1934
- Das Kloster, München 1934
- Papiermacher und Drucker, Mainz 1934
- Spiegel der Landschaft, Weimar 1935
- Zerkall-Bütten, Zerkall 1935
- Papier und Druck im Fernen Osten, Mainz 1936
- Zerkall in der Eifel, Düren 1936 (zusammen mit Reinhold Heinen)
- Büttenpapier in alter und neuer Zeit, Berlin 1937
- Die Heimat ist stark. Amthorsche Verlagsbuchhandlung, Leipzig 1937
- Malouinisches Gestade, Zittau 1937
- Der Sammler von Leiden, Köln 1937
- Das Wasserzeichen als Kulturdokument, Berlin 1937
- Dank an den Flachs, Zerkall über Düren 1938
- Das Uhrenmännchen und andere Märchen, Berlin 1938
- Weg und Werden des Papiers, Berlin 1938
- Gedichte, Querfurt 1939
- Die weiße und die schwarze Kunst, Frankfurt am Main 1940
- Die namenlose Hirtin, Ratingen 1941
- Klang aus der Stille, Querfurt 1943
- Die Schlange, Zittau 1943
- Alfred Schulte, dem Leiter der Forschungsstelle Papiergeschichte in Mainz zum Gedächtnis, Zittau 1944
- Dion und der Quell, Zittau 1944
- Kellers Großtat, Reval 1944
- Ein Büchlein vom Buch, Köln 1946
- Kleine Prosa, Heidelberg 1946
- Himmelsschlüssel und Herbstzeitlose, Heidelberg 1947
- In den zwölf stillen Nächten, Heidelberg 1947
- Wege, Angermund 1947
- Glückskind, Stuttgart 1948
- San Gian, Düren/Rheinld. 1948
- Zwischen Venn und Maar, Köln 1948
- Die Geburt des Papiers, Zerkall 1952
- Vier und Einer, St. Gallen 1952
- Lob der Eifel, Düren 1953 (zusammen mit Christian Reimer)
- Monschau oder Der Frieden, Krefeld 1953
- Die Heimat ist das Bleibende, München 1954
- Liebhaberpapiere, Zerkall über Düren 1954
- Hölderlins Schatten, Stuttgart 1955
- Die Forschungsstelle Papiergeschichte im Gutenbergmuseum in Mainz, Wiesbaden 1956
- Papier und Kultur, Gernsbach (Baden) 1956
- Die Fülle der Gesichte, Karlsruhe 1957
- Die Reise nach Filigranistan, Mainz 1957
- Warum echt Bütten?, Zerkall 1958
- La cité intérieure, München 1960
- Berg und Tal, Mainz 1961
- Römische Gedichte, Zerkall 1963
- Die Fahne, Zerkall 1967
- Herbst, Zerkall 1971

## Herausgeberschaft
- Honoré de Balzac: Der Anfang eines großen Sieges, Zerkall 1938.
- Jean Imberdis: Des Pater Imberdis Sang vom Papier, Köln 1945.

## Übersetzungen
- Henri Pourrat: Die alten Papiermühlen in der Auvergne, Wien [u. a.] 1936.